# Adendorf
Adendorf là một đô thị thuộc ở huyện Lüneburg, bang Niedersachsen, Đức. Đô thị này có diện tích 16,08 km².